# 三遊亭圓窓 (5代目)
五代目 三遊亭 圓窓（さんゆうてい えんそう、1889年5月7日 - 1962年12月31日）は、落語家。本名∶村田 仙司。生前は落語協会所属。兄は五代目三遊亭圓生。

## 来歴
生家は大工で、幼くして父が出奔。兄同様に巨体だったために横綱二代目梅ヶ谷に認められ大相撲の雷部屋に入門し、「村田山」という四股名を名乗っていたが早くに廃業した。
明治の末に兄を頼って兄と同じ四代目橘家圓蔵に入門し、兄の前座名橘家二三蔵を名乗る。
後に三遊亭圓彌、1920年12月に雷門志ん橋、雷門三升、七代目春風亭梅枝、七代目春風亭柳枝、九代目司馬龍生、春風やなぎと共に真打昇進し、「三遊亭圓都」を襲名。
1925年1月に兄が五代目三遊亭圓生を襲名し、義理の甥である四代目三遊亭圓窓が兄の前名六代目橘家圓蔵を襲名したため、空席になった圓窓の名を継ぎ五代目三遊亭圓窓を襲名。
1928年に八代目桂文治門下で桂文生となる。その後一旦廃業したが、10年ほど後に復帰して八代目桂文楽門下で桂圓窓となる。1945年5月に三代目三遊亭圓左を襲名し周囲を驚かせ、1946年5月には圓窓に戻す。後にまた圓左を名乗ったが1951年5月には再び圓窓に戻っている。
戦後細々と池袋などの小さな小屋でトリを取っていた。1962年12月31日死去、享年73。圓窓の死後、六代目三遊亭圓窓は六代目圓生の弟子が後に襲名し、圓彌も六代目圓生の弟子が名乗った。

## 芸歴
- 四代目橘家圓蔵に入門、前座名「二三蔵」。
- 「圓彌」と改名。
- 1920年12月∶真打昇進、「圓都」に改名。
- 1925年1月∶「五代目三遊亭圓窓」を襲名。
- 1928年∶八代目桂文治門下に移籍、「文生」と改名。
- その後廃業。
- 復帰、八代目桂文楽門下で「桂圓窓」と改名。
- 1945年5月∶「三代目三遊亭圓左」襲名。
- 1946年5月∶「圓窓」に復名。
- 後に再び「圓左」を名乗る。
- 1951年5月∶再び「圓窓」に戻る。